# 東川口 (川口市)
東川口（ひがしかわぐち）は、埼玉県川口市の町名。現行行政地名は東川口一丁目から東川口六丁目。住居表示実施地区。郵便番号は333-0801。

## 地理
川口市北東部の戸塚地区にある町で、同市の最北端の町であり、さいたま市と草加市との境界を接している。町名の由来は、1973年に町の南側に隣接する形で東川口駅が建設されたことで、この町は、東川口駅の北口側の地域に当たる。JR東川口駅は戸塚に所在するが、埼玉高速鉄道東川口駅は当地内になる。町には、綾瀬川や伝右川などの河川が通り、平坦な地形である。土地利用は住宅がほとんどで、町の東端には農地も存在する。
鉄道駅にも近く、埼玉高速鉄道の開通により東京への通勤時間の短縮化が実現し、一層の都市化が進行し、ベッドタウンとしての居住が増え、近年では人口が増える傾向にある。町を通る日光御成街道の一部である埼玉県道105号の沿道では、歴史的な町並みがみられる場所もある。

### 地価
住宅地の地価は2022年（令和4年）の公示地価によれば東川口4-2-15の地点で24万6000円/m2となっている。

## 歴史
東川口駅が建設される以前は、一本木、佐藤、平沼の3つの町に分かれていた。現在でもそれらの町の会館が東川口に所在している。
- 1982年（昭和57年）5月1日 - 大字戸塚の一部から東川口一丁目〜六丁目が成立[5]。

## 世帯数と人口
2018年（平成30年）3月1日現在の世帯数と人口は以下の通りである。
| 丁目         | 世帯数    | 人口     |
| ------------ | --------- | -------- |
| 東川口一丁目 | 939世帯   | 2,018人  |
| 東川口二丁目 | 970世帯   | 2,034人  |
| 東川口三丁目 | 504世帯   | 1,060人  |
| 東川口四丁目 | 1,426世帯 | 3,105人  |
| 東川口五丁目 | 1,078世帯 | 2,645人  |
| 東川口六丁目 | 878世帯   | 2,107人  |
| 計           | 5,795世帯 | 12,969人 |

## 小・中学校の学区
市立小・中学校に通う場合、学区（校区）は以下の通りとなる。
| 丁目         | 番地              | 小学校               | 中学校               |
| ------------ | ----------------- | -------------------- | -------------------- |
| 東川口一丁目 | 全域              | 川口市立戸塚北小学校 | 川口市立戸塚西中学校 |
| 東川口二丁目 | 1番1号〜3番99号   | 川口市立戸塚北小学校 | 川口市立戸塚西中学校 |
| 東川口二丁目 | 4番1号〜99番99号  | 川口市立戸塚北小学校 | 川口市立戸塚中学校   |
| 東川口三丁目 | 7番1号〜99番99号  | 川口市立戸塚北小学校 | 川口市立戸塚中学校   |
| 東川口三丁目 | 1番1号〜6番99号   | 川口市立戸塚北小学校 | 川口市立戸塚西中学校 |
| 東川口四丁目 | 1番1号〜22番99号  | 川口市立戸塚北小学校 | 川口市立戸塚西中学校 |
| 東川口四丁目 | 23番1号〜99番99号 | 川口市立戸塚北小学校 | 川口市立戸塚中学校   |
| 東川口五丁目 | 全域              | 川口市立戸塚北小学校 | 川口市立戸塚中学校   |
| 東川口六丁目 | 全域              | 川口市立戸塚北小学校 | 川口市立戸塚中学校   |

## 交通

### 鉄道
- JR東日本武蔵野線■東川口駅 - 出入口が設けられている。（所在地：戸塚）
- 埼玉高速鉄道■東川口駅 - 出入口が設けられている。（所在地：東川口）

### バス
- 国際興業バス
- みんななかまバス

### 道路
- 埼玉県道381号東大門安行西立野線

## 施設
教育
- 川口市立戸塚北小学校
- 川口市立戸塚のぞみ保育園

医療
- 東川口病院

公園
- 戸塚榎戸公園
- 戸塚柳緑地第2